# Reading (Massachusetts)
Reading – miasto w Stanach Zjednoczonych, w stanie Massachusetts, w hrabstwie Middlesex.